# Bandebommasandra, Bangalore South
Bandebommasandra là một làng thuộc tehsil Bangalore South, huyện Bangalore Urban, bang Karnataka, Ấn Độ.